# Proctodeati
I proctodeati sono animali con canale alimentare, dal punto di vista embriologico ed evolutivo, primariamente aperto, con apertura, orale che funge da bocca e apertura anale, prevista originariamente nel modello organizzativo dell'organismo per l'espulsione delle feci. 

Pròcto- (dal greco πρωκτός, proctòs: "ano", "deretano"), è elemento componente di termini di uso scientifico, biologico, indicante originariamente l'intestino retto. 

Dal punto di vista organizzativo i proctodeati più semplici sono i nemertini. Tutti i deuterostomi sono originariamente proctodeati.
Gli organismi aprocti mostrano invece un canale con un'unica apertura che funge sia da bocca che da ano.
Sono aprocti gli Cnidari, i Platelminti e gli Gnatostomulidi.